# Isak Andersson
Isak Andersson, född 29 januari 1996, är en svensk friidrottare (häcklöpare) tävlande för Upsala IF. Han vann SM-guld på 400 meter häck år 2016.
Vid junior-EM i Eskilstuna i juli 2015 deltog Andersson på 400 meter häck och lyckades med säsongsbästa 52,72 ta sig vidare från försöken, men i semifinalen slogs han ut.

## Personliga rekord
| Utomhus - 100 meter – 10,73 (Uppsala, Sverige 8 juni 2022) - 200 meter – 21,30 (Uppsala, Sverige 1 juli 2020) - 400 meter – 48,45 (Uppsala, Sverige 8 juli 2020) - 110 meter häck – 14,98 (Eskilstuna, Sverige 23 maj 2015) - 400 meter häck – 50,05 (Bydgoszcz, Polen 15 juli 2017) | Inomhus - 60 meter – 7,14 (Uppsala, Sverige 20 januari 2022) - 200 meter – 22,07 (Växjö, Sverige 17 januari 2020) - 400 meter – 49,79 (Uppsala, Sverige 10 mars 2022) - 60 meter häck – 8,34 (Växjö, Sverige 20 februari 2016) |

### Fotnoter
1. ↑  ”Stora SM 2016”. Arkiverad från originalet den 23 augusti 2017. https://web.archive.org/web/20170823210252/http://212.247.216.72/friidrott/sm16/Resultat.php. Läst 1 november 2016.
2. ↑  ”Stora SM 2017”. http://www.trackandfield.se/resultat/2017/170825_27.htm. Läst 1 oktober 2017.
3. ↑  ”Stora SM 2018”. http://www.trackandfield.se/resultat/2018/180824.htm. Läst 5 september 2018.
4. ↑  ”Friidrotts-SM 2019 Karlstad”. Arkiverad från originalet den 2 september 2019. https://web.archive.org/web/20190902083413/http://212.247.216.72/friidrott/sm19/result_t.php. Läst 17 september 2019.
5. ↑  ”Resultat: Friidrotts-SM, Norrköping 5‐7.8.22”. friidrottsstatistik.se. https://www.friidrottsstatistik.se/resultsswe.php?CID=13019519&Season=2022. Läst 7 augusti 2022.
6. 1 2  ”Resultat: SM-JSM-USM-VSM Stafett, Göteborg/S 28‐29.5.22”. friidrottsstatistik.se. https://www.friidrottsstatistik.se/resultsswe.php?CID=13014836&Season=2022. Läst 6 augusti 2022.
7. ↑  ”Resultat: SM-JSM-USM-VSM Stafett, Södertälje 9‐10.9.23”. friidrottsstatistik.se. https://www.friidrottsstatistik.se/resultsswe.php?CID=13047605&Season=2023. Läst 23 oktober 2023.
8. 1 2 3 4 5 6 7 8 9 10  ”Personsida hos IAAF” (på engelska). iaaf.org. https://www.iaaf.org/athletes/sweden/isak-andersson-292461. Läst 7 oktober 2019.
9. ↑  ”European Athletics U20 Championships - Eskilstuna 2015” (på engelska). european-athletics.org. http://www.european-athletics.org/competitions/european-athletics-u20-championships/history/year=2015/results/index.html. Läst 27 oktober 2017.
10. 1 2  ”Personsida på European Athletics' webbplats” (på engelska). european-athletics.org. http://www.european-athletics.org/athletes/group=a/athlete=144155-andersson-isak/index.html. Läst 7 oktober 2019.